# Андреаци
Андреаци (Андреа Сараценис) је которски грађанин, који је живио крајем VIII и почетком IX вијека. Откупио је мошти светог Трипуна од морепловаца из Венеције и подигао цркву (освећена 13. јануара 809. године) светог Трипуна, у Котору. Носио је надимак „Сараценис“ и аутор је једног од најстарије сачуваних књижевних дјела на простору Црне Горе: „Андреацијеве повеље“. Андреаци и његова жена су сахрањени у поменутој цркви (касније, у катедрали Светог Трипуна, освећеној 16. јуна 1166. године) у каменом саркофагу на коме се налази натпис: „У име Господа, ја Андреаци заједно са женом својом Маријом подигосмо ову гробницу и лежимо у њој. Сви ви који читате молите Бога за нас грешнике“.